# إيريكا كليفينغر
إيريكا كليفينغر (بالإنجليزية: Erica Clevenger)‏ هي دراجة أمريكية، ولدت في 30 أبريل 1994.

## وصلات خارجية
- إيريكا كليفينغر على موقع الاتحاد الدولي للدراجات (الإنجليزية)
- إيريكا كليفينغر على موقع إحصائيات الدراجات الإحترافية (الإنجليزية)
- إيريكا كليفينغر على موقع نسبة الدراجات (الإنجليزية)